# Korzkiew
Korzkiew ist eine Ortschaft mit einem Schulzenamt der Gemeinde Zielonki im Powiat Krakowski der Woiwodschaft Kleinpolen in Polen.

## Geschichte

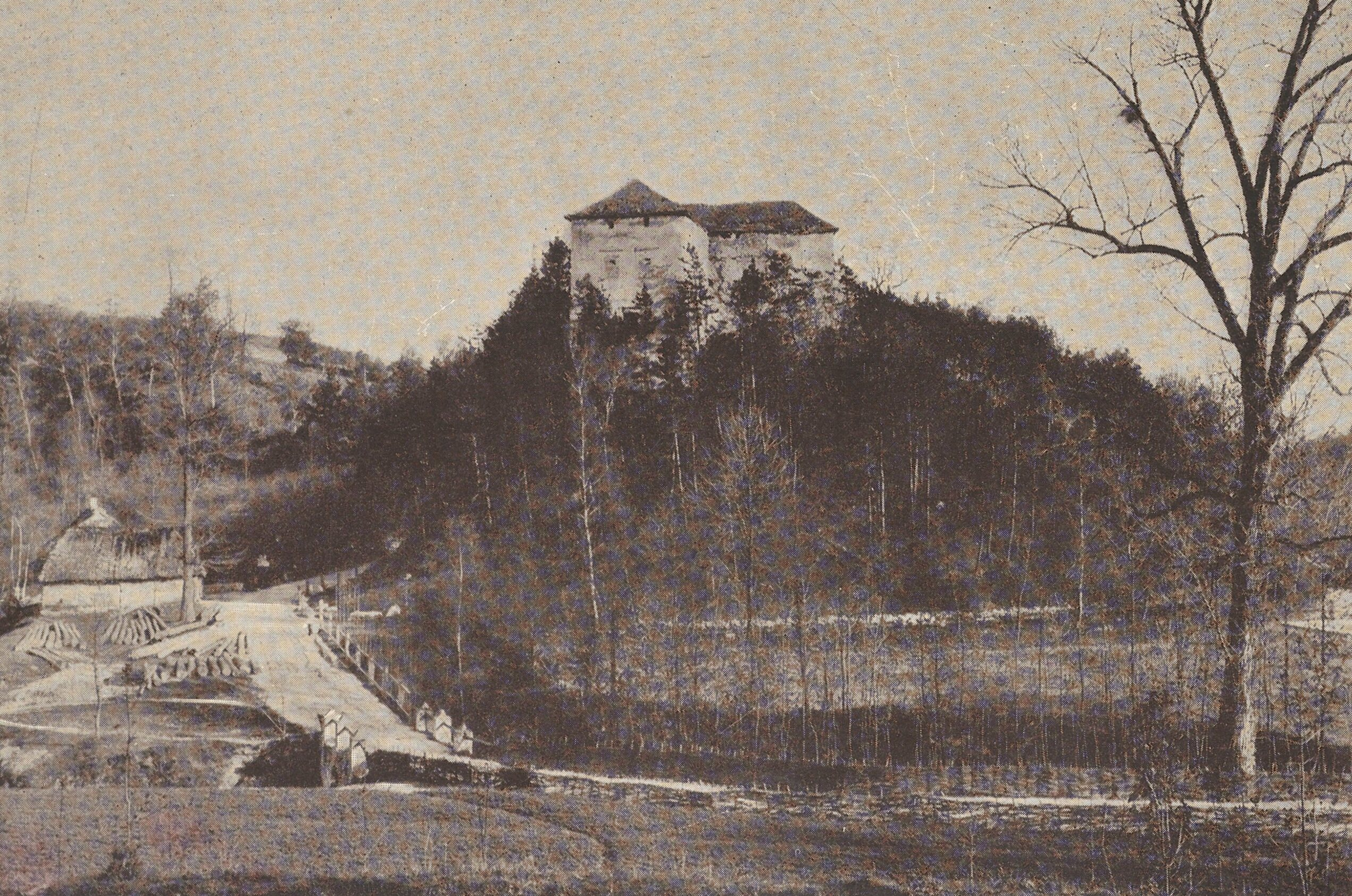
Adlerhorst-Burg in Korzkiew im Jahr 1911

Der Berg Korzkiew (mons Korzkyew) wurde im Jahr 1352 von Jan von Syrokomla gekauft, um eine Befestigung darauf zu bauen. Die Existenz der Adlerhorst-Burg in Corzkew ist im Jahr 1388 erstmals urkundlich bestätigt, die Pfarrei bestand aus dem Jahr 1386. Der Ortsname, ursprünglich Name des Hügels, ist vom Wort korzkiew (Art eines Holzlöffels) abgeleitet, sporadisch mit dem Suffix -ica (z. B. 1408: Kosrzekuicza) und -ja.
Der Ort gehörte zunächst zum Königreich Polen (ab 1569 in der Adelsrepublik Polen-Litauen), Woiwodschaft Krakau, Kreis Krakau bzw. Proszowice.
1587 kam es zu einer Schlacht zwischen Maximilian III. aus dem Haus Österreich und Jan Zamoyski, ein Teil der Belagerung von Krakau. Nach einer Überlieferung erhielt der Ort Prądnik Czerwony das Adjektiv Czerwony (rot) im Namen wegen Blutes im Fluss Prądnik, das noch Kilometer stromabwärts im Ort sichtbar war.
Bei der dritten Teilung Polens wurde Korzkiew 1795 Teil des habsburgischen Kaiserreichs. In den Jahren 1807–1815 gehörte das Dorf zum Herzogtum Warschau, 1815 bis 1918 wurde es  Teil des Kongresspolens.
1918, nach dem Ende des Ersten Weltkriegs wurde Korzkiew Teil Polens. Unterbrochen wurde dies nur durch die Besetzung Polens durch die Wehrmacht im Zweiten Weltkrieg. Es gehörte dann zum Generalgouvernement.
Von 1975 bis 1998 gehörte Korzkiew zur Woiwodschaft Krakau.

## Sehenswürdigkeiten
- Adlerhorst-Burg
- Kirche aus dem 17. Jahrhundert
- Englischer Landschaftsgarten